# Missy-sur-Aisne
Missy-sur-Aisne è un comune francese di 694 abitanti situato nel dipartimento dell'Aisne della regione dell'Alta Francia.

## Società

### Evoluzione demografica
Abitanti censiti